# Buciumeni (gmina w okręgu Gałacz)
Buciumeni – gmina w Rumunii, w okręgu Gałacz. Obejmuje miejscowości Buciumeni, Hănțești, Tecucelu Sec i Vizurești. W 2011 roku liczyła 2326 mieszkańców. 